# Lexus IS F
Lexus IS F — топовая версия линейки Lexus IS. Это первый автомобиль модификации F автомобилей от Lexus. Первое поколение Lexus IS F было представлено 8 января 2007 года на Североамериканском международном автосалоне.

## Двигатель
Lexus IS F оснащается мотором Toyota/Lexus 2UR-GSE 8-цилиндровый V-образный с углом развала цилиндров 90 градусов он имеет рабочий объём 4969 см куб (диаметр цилиндра 94,0 мм, ход поршня 89,5 мм) и развивает мощность 423 лс (311 кВт) (или 415 лс (309,5 кВт в зависимости от рынка сбыта модели — США, Европа или Япония) при 6000 об/мин и крутящий момент 505 Н·м при 5200 об/мин
Мотор оснащен системой впрыска direct injection, и системами Dual VVT-i и VVT-iE в газораспределительном механизме.

## Трансмиссия
На автомобиле установлена 8-ступенчатая автоматическая КПП Sport Direct Shift (SPDS) с возможностью ручного переключения. Скорость переключения передач в ручном режиме составляет 100 миллисекунд (0,1 сек)
Передаточные числа:

1-я передача — 4.596:1

2-я передача — 2.724:1

3-я передача — 1.863:1

4-я передача — 1.464:1

5-я передача — 1.231:1

6-я передача — 1.000:1

7-я передача — 0.824:1

8-я передача — 0.685:1

Главная Пара — 2.937

Задний Ход — 2.18:1

## Шасси
Подвеска всех колес независимая. Передняя двухрычажная, задняя - многорычажная. Рулевое управление реечное. Передаточное число 13.6:1. На автомобиле установлена система стабилизации Vehicle Dynamics Integrated Management (VDIM). С 2010 года устанавливается дифференциал LSD (Limited Slip Differential) Torsen.
Тормозная система. Тормоза всех колес — дисковые, вентилируемые Brembo, 6-поршневые спереди и 2-поршневые сзади, с установленной системой ABS. Колеса: на 19-дюймовые алюминиевые диски BBS установлена резина Michelin Pilot Sport размерностью 225/40ZR-19 спереди и 255/35ZR-19 сзади.

## Специальные версии
В октябре 2007 Lexus объявил об издании с ограниченным тиражом в 50 единиц модели Neiman Marcus, по цене в 68 000 US$. При покупке модели владелец получал курс водительского мастерства в школе Скипа Барбера (Skip Barber Racing School), известного в Америке гонщика участвовавшего в 1971-1972 годах в гонках Formula 1.
В 2008 году на Токийском автосалоне была представлена версия IS F Racing Concept. Вокруг этой модели ходило много слухов. Поговаривали, что она разрабатывалась для гонок серии DTM (Deutsche Tourenwagen Masters). А некоторые даже обвиняли Тойоту в плагиате. Якобы были куплены автомобили Opel Vectra GTS V8 (которая ушла из чемпионата по окончании сезона 2005) и на них просто установили обвес в стиле Lexus IS F. Никак не прокомментировав слухи, руководство концерна свернула все работы с этой моделью.
В 2010 году на Токийском автосалоне была представлена версия IS F CCS (Club Circuit Sports Club) concept, как видение автомобиля для трек-дней. Модель отличалась некоторыми деталями из карбона (например капот, спойлер и пр.), колесами из магниевого сплава, усиленными тормозами, увеличенной до 426 лс мощностью и прочими доработками.

## Автоспорт
Специально подготовленная версия Lexus IS F участвовала в гонках на выносливость VLN немецкого автоклуба ADAC (Allgemeiner Deutscher Automobil-Club e.V.) проводимых на трассе Нюрбургринг (точнее так называемый Старый Нюрбургринг — Нордшляйфе протяженностью более 20 километров), где была заявлена в классе SP8 командой Gazoo Racing.
В 2009 в 4-часовой гонке экипаж пришел к финишу 2-м после Lexus LF-A, мощного спортивного купе выпущенного ограниченной серией. В том же году 24-часовой гонке команда пришла 3-й в своем классе. В 2010 году экипаж пришел к финишу 4-м в своём классе.